# Den Haag
Den Haag (niederländische Aussprache [dɛnˈɦaːx] ⓘ, amtlich ’s-Gravenhage ([ˈsxraːvə(n)ˌɦaːɣə] ⓘ), deutsch (veraltend) der Haag) ist der Parlaments- und Regierungssitz der Niederlande und des Königreichs der Niederlande sowie die Hauptstadt der Provinz Südholland. Seit 1831 ist die Stadt Residenz des Königshauses, Hauptstadt der Niederlande ist jedoch de jure Amsterdam.
Die Gemeinde Den Haag ist mit 568.419 Einwohnern (Stand: 1. Januar 2025) auf nur 98,12 km² die drittgrößte Stadt der Niederlande. Der Umlandverband der Stadtregion heißt Haaglanden und zählt auf 405 km² mit weiteren acht Gemeinden rund eine Million Einwohner. Bekannt ist die Stadt als Sitz zahlreicher internationaler Organisationen wie des Internationalen Gerichtshofs, des Internationalen Strafgerichtshofs und der Polizeibehörde Europol.

## Name
Seit alter Zeit wurde der Ortsname Die Haghe oder Den Hag(h)e verwendet. Seit 1602/1603 verwendete die Stadtverwaltung offiziell den Namen ’s-Gravenhage (deutsch „des Grafen Hag“), der als vornehmer angesehen wurde. Der Ort war ursprünglich ein Jagdsitz der Grafen von Holland.
Seit 1990 verwendet die Gemeinde konsequent den Namen Den Haag statt ’s-Gravenhage, unter anderem wegen der Internationalisierung der Stadt – Den Haag gilt als Welthauptstadt der Gerichtsbarkeit – und um die Verwandtschaft mit den Schreibweisen in anderen europäischen Sprachen zu betonen:
englisch The Hague, französisch La Haye, dänisch Haag, deutsch Den Haag (früher auch: der Haag, man sagte im Haag), italienisch L’Aia, polnisch Haga, russisch Гаага Gaaga, spanisch La Haya, türkisch Lahey oder ungarisch Hága.
Im Jahr 1990 wurde jedoch der Vorschlag abgelehnt, die Stadt offiziell in Den Haag umzubenennen. Seither sind beide Namen parallel gültig. Ausweise, Pässe und offizielle Schriftstücke der Stadt enthalten den Namen ’s-Gravenhage, während beispielsweise die Niederländischen Eisenbahnen oder die Verkehrsvereinigung in Plänen und auf Schildern die kürzere Bezeichnung Den Haag verwenden.

## Ortslage
Den Haag liegt im Westen der Niederlande. Das Stadtzentrum liegt etwa 6 km von der Nordsee entfernt. Die Stadtteile Scheveningen und Kijkduin liegen direkt am Meer.
Südlich der Stadt erstreckt sich bis zur Rheinmündung bei Hoek van Holland das etwa 20 mal 20 km große Westland, eine riesige, zusammenhängende Gewächshauslandschaft, in der Gemüse und Blumen angebaut werden. Die Stadt ist Teil des Ballungsraums Randstad. 

## Nachbarstädte

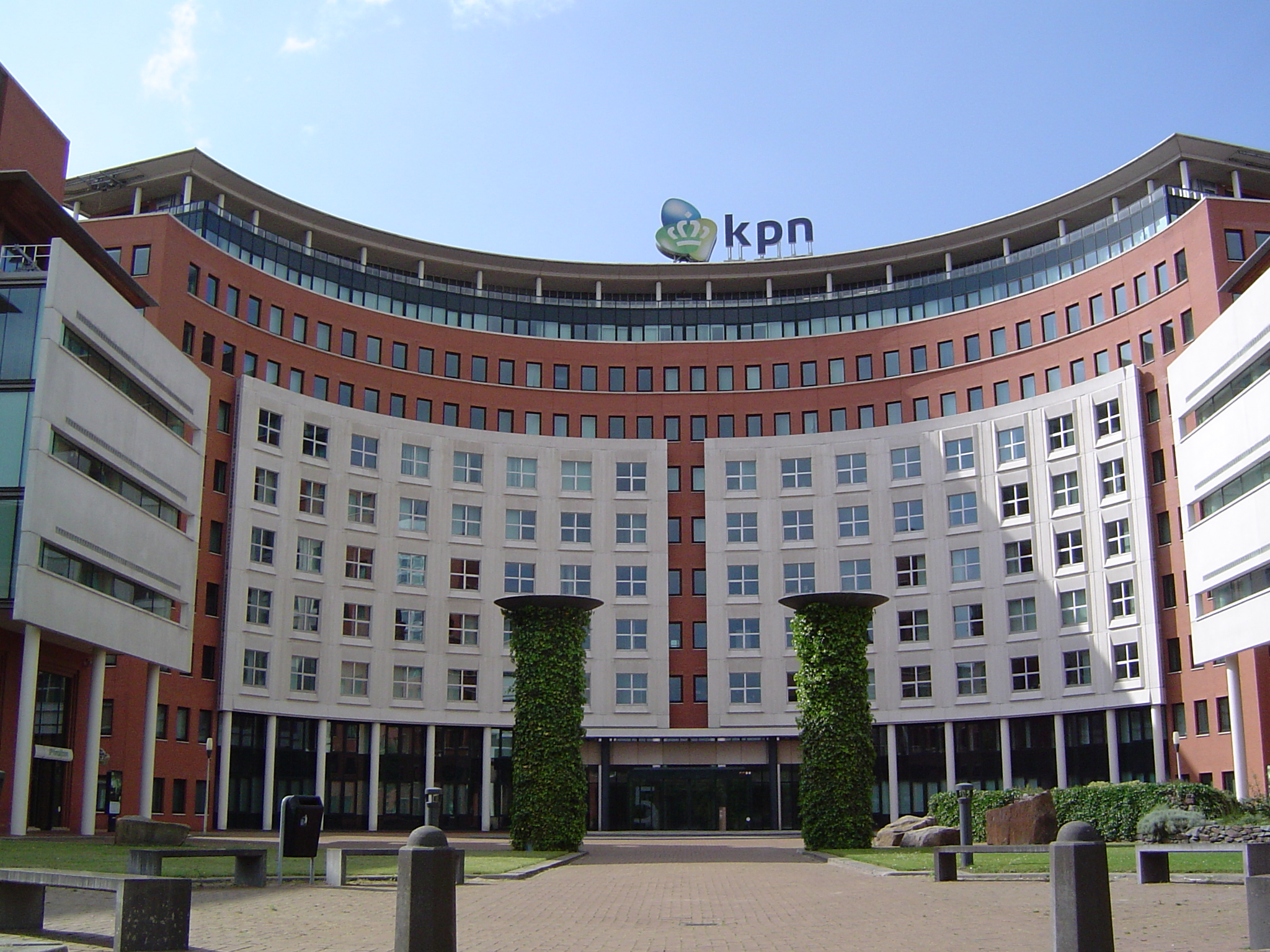
Ehemalige Zentrale der KPN

In unmittelbarer Nähe liegen weitere bedeutende Städte, etwa Rotterdam (20 km), Leiden (15 km) oder Delft (8 km). Die in den 1970er Jahren gegründete Trabantenstadt Zoetermeer liegt etwa 10 km östlich von Den Haag.
|  |                                             | Leiden          |
|  | Kompassrose, die auf Nachbargemeinden zeigt | Zoetermeer      |
|  |                                             | Rotterdam Delft |

## Wirtschaft
Die Stadt ist reich an kleinen und mittelgroßen Handels- und Industrieunternehmen. Der Dienstleistungssektor mit vielen Büros aller Art ist für einen Regierungssitz wirtschaftlicher Schwerpunkt. Der Bürokomplex „New Babylon“ im Zentrum liegt in direkter Nachbarschaft zum Hauptbahnhof und zählt durch sein ikonisches Design zu den prägenden Gebäuden der Skyline von Den Haag.

## Geschichte

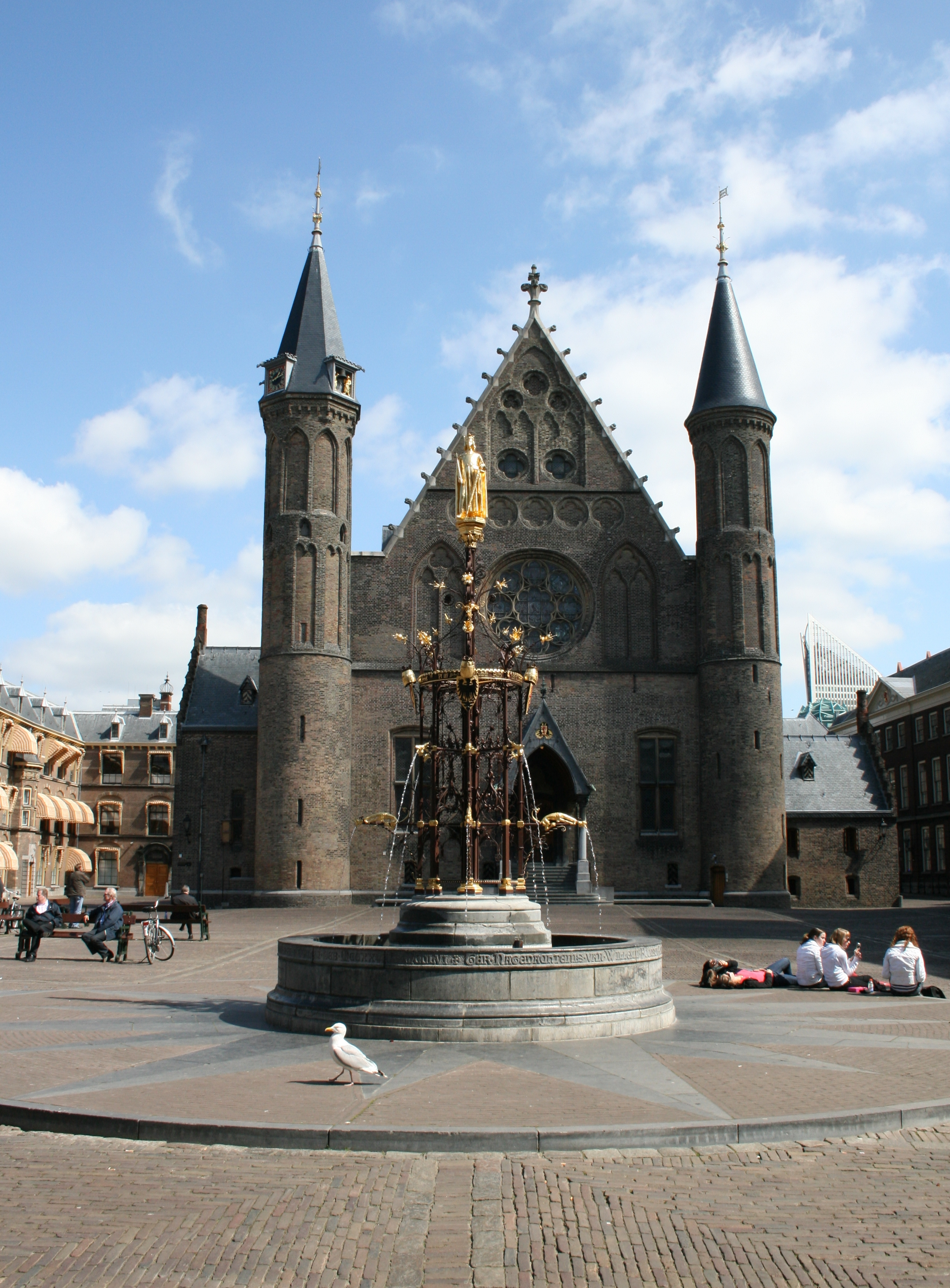
Binnenhof, das politische Zentrum der Niederlande

Von der antiken Vergangenheit des Stadtgebiets legen die beiden römischen Militärlager Kleinkastell Scheveningseweg und Kleinkastell Ockenburgh Zeugnis ab.
Bereits im 11. Jahrhundert gab es in der Umgebung des heutigen Binnenhofes ein Dorf, in welchem die Grafen von Holland ein Gebäude besaßen, das sie bewohnten oder in dem sie nur auf der Durchreise übernachteten. Im Jahr 1248 begann Graf Wilhelm II. von Holland mit der Errichtung eines Schlosses, verstarb jedoch noch vor dessen Fertigstellung. Sein Sohn, Floris V., ließ diese Arbeiten zu Ende führen. Unter anderem entstand zu dieser Zeit der Rittersaal, wo jetzt immer noch am Prinsjesdag, dem dritten Dienstag im September, der König mit der Verlesung der Thronrede das parlamentarische Sitzungsjahr offiziell eröffnet.
Seit dem 14. Jahrhundert war Die Haghe bereits die Residenz der Grafen von Holland. Unter der langen Herrschaft von Albrecht von Bayern, der auch Graf von Holland war, nahm der Ort einen bedeutenden Aufschwung. Haag war dennoch bis zum 17. Jahrhundert nur mit Erdwällen und seichten Gräben befestigt; es erhielt nie das formale Stadtrecht. Dennoch hatte die Bevölkerung einige Privilegien, unter anderem auf dem Gebiet der Steuern. Im Jahr 1560 bekam der Ort ein kleines Rathaus, außerdem wurde eine steinerne Stadtbefestigung genehmigt. Diese wurde jedoch nicht rechtzeitig fertiggestellt, um die Bevölkerung vor den Bedrohungen des Achtzigjährigen Krieges zu schützen. Den Haag wurde in dieser Epoche mehrere Male geplündert und niedergebrannt.
Nach 1648 wurde Den Haag Residenz der Statthalter der Republik der Sieben Vereinigten Provinzen. Eine Periode großen Wohlstands brach nun an. Johann Moritz von Nassau ließ das Mauritshuis (jetzt Museum) bauen. Für die Hofhaltung, die Regierungsmitglieder und ausländische Staatsvertreter wurden vornehme Häuser errichtet. Von diesen Häusern sind viele zwischen 1750 und 1900 erbaute Exemplare noch überall in der Innenstadt zu finden. Ein Vorteil dabei war die Tatsache, dass Den Haag keine ummauerte Festungsstadt war und der Neubau daher keinen Beschränkungen unterlag.
König Ludwig Bonaparte erklärte Den Haag 1806 offiziell zur Stadt.
Im 20. Jahrhundert kamen viele Wohnungen für Beamte und einfachere Leute hinzu, darunter das jetzt als „problematisch“ geltende Malerquartier (Schilderswijk).
Die Stadt war über 300 Jahre von Kriegen verschont geblieben, bis zu Beginn des Zweiten Weltkrieges, am 10. Mai 1940, deutsche Fallschirmjäger die Stadt angriffen. Ihre Aufgabe war es, das niederländische Regierungszentrum „blitzartig“ einzunehmen. Dieses Vorhaben scheiterte an der dort (ausnahmsweise) ausreichenden Militärverteidigung. Erst nach der Kapitulation der Niederlande am 15. Mai marschierte die deutsche Wehrmacht in Den Haag ein. Der von Adolf Hitler zum Reichskommissar für die besetzten niederländischen Gebiete ernannte Arthur Seyß-Inquart nahm bald darauf im Rittersaal seinen Sitz. Das Gefängnis im Stadtteil Scheveningen diente nun zur Inhaftierung politischer Gegner, unter anderem vieler Widerstandskämpfer. Es erhielt von jenen den Beinamen Oranje-Hotel. Am 3. März 1945 wollten britische Bomber einen Luftangriff gegen deutsche V2-Abschussrampen in Den Haag ausführen. Durch einen mutmaßlichen Navigationsfehler trafen die Bomben aber das Wohnviertel Bezuidenhout. Dabei kamen etwa 500 Menschen ums Leben; 3000 Häuser wurden zerstört.
Am 13. September 1974 stürmten Mitglieder der marxistisch-leninistischen Terrorgruppe Japanische Rote Armee die französische Botschaft in der Stadt und nahmen den Botschafter und zehn weitere Personen gefangen. Bei dem Überfall wurde die Polizistin Hanke Remmerswaal durch einen Schuss in den Rücken verletzt. Nach Zahlung eines Lösegeldes in Höhe von 300.000 US-Dollar und der Gewähr von freiem Geleit zu einem Flugzeug wurden die Geiseln freigelassen.

## Bebauung
In den 1970er und 1980er Jahren wurden Teile der Stadt tiefgreifend modernisiert.
Auch nach 1990 wurden zahlreiche auffällige Neubauten errichtet, darunter einige Ministerialbüros in der Nähe des Hauptbahnhofes. Hierzu gehört der Hoftoren („Hofturm“), mit 142 Metern Höhe das dritthöchste Hochhaus Den Haags, der von der Bevölkerung wegen seiner Architektur den Beinamen „Füller“ (de vulpen) erhalten hat und dessen 29 Büroetagen hauptsächlich vom Ministerium für Unterricht, Kultur und Wissenschaft belegt sind. Der 88 Meter hohe Zurichtoren erhielt den ebenfalls passenden Beinamen „Zitruspresse“ (citruspers), während das 104 Meter hohe Castalia, das das Ministerium für Volksgesundheit, Gemeinwohl und Sport beherbergt, die „Titten Den Haags“ (tieten van Den Haag) genannt wird.
Auf der anderen Seite des Hauptbahnhofs kam ab 2005 der bis zu 109 Meter hohe (128 Meter inklusive des Aufsatzes) Gebäudekomplex Prinsenhof mit dem Prinsenhoftoren („Prinzenhofturm“) hinzu.
Im späten 20. Jahrhundert besannen sich die Planer auf die Grachten. Einige zugeschüttete oder überbaute Grachten wurden wiederhergestellt, so dass seit 2003 Grachtenrundfahren möglich sind.

## Politik

### Ergebnis der Gemeinderatswahl
Die Kommunalwahl vom 16. März 2022 ergab folgende Sitzverteilung:
| Partei                          | Sitze a | Sitze a | Sitze a | Sitze a | Sitze a | Sitze a | Sitze a | Sitze a | Sitze a | Sitze a | Sitze a |
| Partei                          | 1982    | 1986    | 1990    | 1994    | 1998    | 2002    | 2006    | 2010    | 2014    | 2018    | 2022    |
| ------------------------------- | ------- | ------- | ------- | ------- | ------- | ------- | ------- | ------- | ------- | ------- | ------- |
| Hart voor Den Haag/Groep de Mos | –       | –       | –       | –       | –       | –       | –       | –       | 3       | 8       | 9       |
| D66                             | 2       | 2       | 7       | 7       | 3       | 3       | 2       | 6       | 8       | 6       | 8       |
| VVD                             | 14      | 11      | 9       | 11      | 12      | 11      | 10      | 7       | 4       | 7       | 7       |
| GroenLinks                      | –       | –       | 3       | 4       | 5       | 3       | 3       | 3       | 2       | 5       | 5       |
| PvdD                            | –       | –       | –       | –       | –       | –       | –       | 1       | 1       | 2       | 3       |
| PvdA                            | 14      | 18      | 12      | 9       | 11      | 10      | 15      | 10      | 6       | 3       | 3       |
| CDA                             | 10      | 10      | 10      | 7       | 6       | 7       | 5       | 3       | 3       | 3       | 3       |
| DENK                            | –       | –       | –       | –       | –       | –       | –       | –       | –       | –       | 2       |
| Haagse Stadspartij              | –       | –       | –       | –       | 1       | 1       | 1       | 2       | 5       | 3       | 1       |
| SP                              | 0       | 0       | 0       | 1       | 3       | 2       | 4       | 2       | 2       | 1       | 1       |
| PVV                             | –       | –       | –       | –       | –       | –       | –       | 8       | 7       | 2       | 1       |
| ChristenUnie                    | –       | –       | –       | –       | –       | 1       | 1       | 0       | 1       | 1       | 1       |
| SGP                             | 1       | 1       | 1       | 1       | 1       | 1       | 1       | 0 b     | 1       | 1       | 1       |
| GPV                             | 1       | 1       | 1       | 1       | 1       | –       | –       | –       | –       | –       | –       |
| RPF                             | 1       | 1       | 1       | 1       | 1       | –       | –       | –       | –       | –       | –       |
| FvD                             | –       | –       | –       | –       | –       | –       | –       | –       | –       | –       | 1       |
| 50PLUS                          | –       | –       | –       | –       | –       | –       | –       | –       | –       | 1       | 0       |
| Islam Democraten                | –       | –       | –       | –       | –       | –       | 1       | 1       | 2       | 1       | –       |
| NIDA                            | –       | –       | –       | –       | –       | –       | –       | –       | –       | 1       | –       |
| Partij van de Eenheid           | –       | –       | –       | –       | –       | –       | –       | 1       | 1       | 1       | –       |
| Politieke Partij Scheveningen   | –       | –       | –       | –       | 3       | 3       | 1       | 1       | 0       | –       | –       |
| LPF                             | –       | –       | –       | –       | –       | –       | 1       | –       | –       | –       | –       |
| Solidair Nederland              | –       | –       | –       | –       | –       | –       | 1       | –       | –       | –       | –       |
| Leefbaar Den Haag               | –       | –       | –       | –       | –       | 4       | 0       | –       | –       | –       | –       |
| Centrum Democraten              | –       | 0       | 2       | 4       | 0       | –       | –       | –       | –       | –       | –       |
| Centrumpartij ’86               | –       | –       | 1       | 1       | 0       | –       | –       | –       | –       | –       | –       |
| PSP                             | 4       | 3       | –       | –       | –       | –       | –       | –       | –       | –       | –       |
| CPN                             | 4       | 3       | –       | –       | –       | –       | –       | –       | –       | –       | –       |
| PPR                             | 4       | 3       | –       | –       | –       | –       | –       | –       | –       | –       | –       |
| Gesamt                          | 45      | 45      | 45      | 45      | 45      | 45      | 45      | 45      | 45      | 45      | 45      |

Anmerkungen

### Sitzverteilung im Gemeinderat
- SP: 1
- PvdD: 3
- PvdA: 3
- GL: 5
- D66: 8
- DENK: 2
- HSP: 1
- VVD: 7
- CDA: 3
- CU: 1
- HG: 9
- FvD: 1
- PVV: 1

Nach der Wahl wurde eine Koalition aus D66, GL, PvdD, PvdA, CDA und DENK eingegangen, die über 24 von 45 Sitzen verfügen.

### Bürgermeister
Seit dem 1. Juli 2020 ist Jan van Zanen (VVD) Bürgermeister der Gemeinde. Zu seinem Kollegium zählen die Beigeordneten Bert van Alphen (GroenLinks), Robert van Asten (D66), Saskia Bruines (D66), Rachid Guernaoui (Groep de Mos/Hart voor Den Haag), Richard de Mos (Groep de Mos/Hart voor Den Haag), Kavita Parbhudayal (VVD), Boudewijn Revis (VVD) und Liesbeth van Tongeren (GroenLinks).

### Partnerschaften
Den Haag unterhält seit 2014 eine Partnerschaft mit Wenzhou, China.

## Ansässige Institutionen

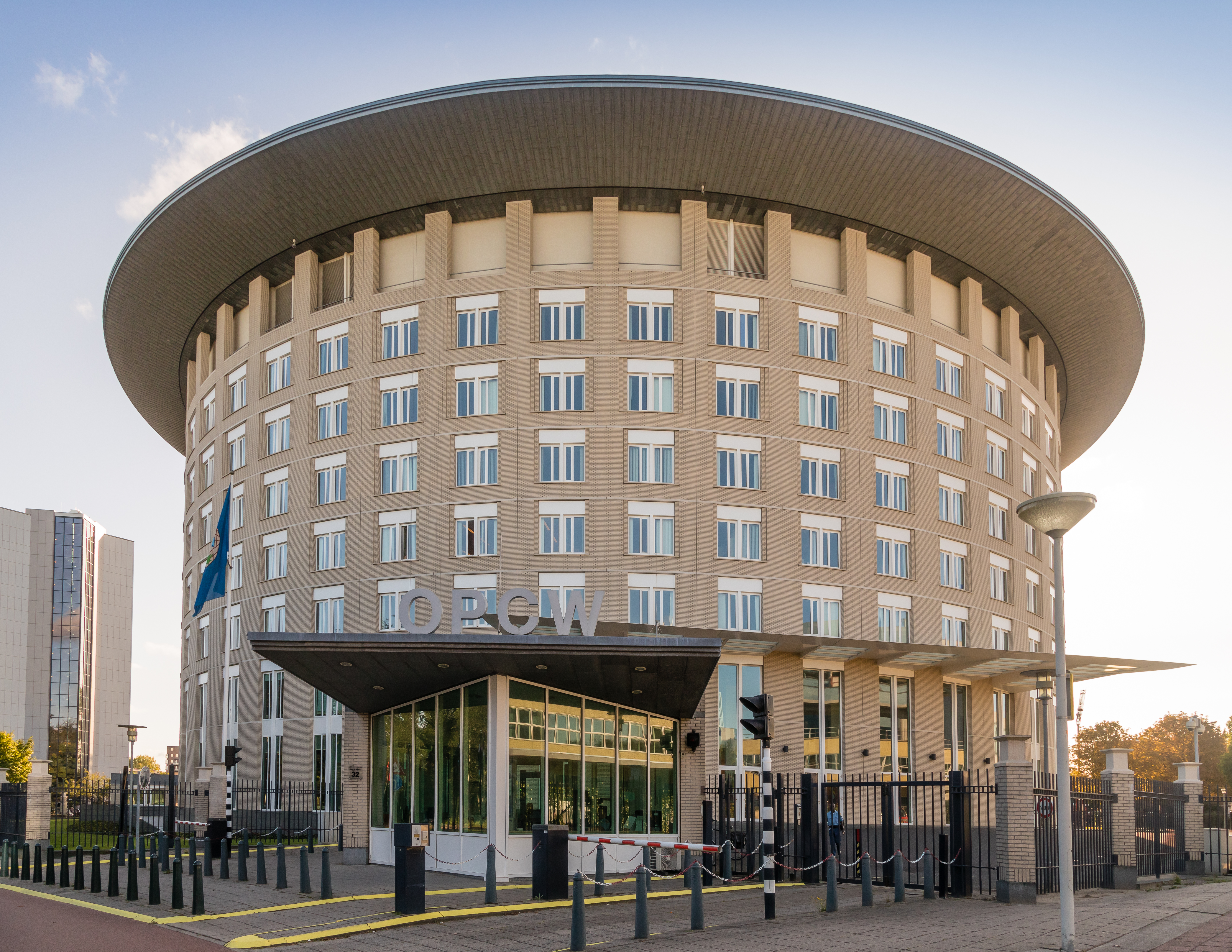
Organisation für das Verbot chemischer Waffen (OPCW)

Den Haag ist Hauptsitz einer großen Zahl nationaler und internationaler (150) Einrichtungen, darunter:
- Sitz des Königs der Niederlande
- Königliche Bibliothek der Niederlande
- Hoge Raad (der niederländische höchste Gerichtshof)
- Internationaler Gerichtshof
- Internationaler Strafgerichtshof (mit der zugehörigen United Nations Detention Unit)
- Ständiger Schiedshof
- Eurojust
- Iran-United States Claims Tribunal
- Europol
- Organisation für das Verbot chemischer Waffen
- Obwohl Artikel 6 des Europäischen Patentübereinkommens „Das Europäische Patentamt (…) hat eine Zweigstelle in Den Haag“ lautet, befindet sich diese größte internationale Behörde der Region im benachbarten Rijswijk.

## Kultur und Sehenswürdigkeiten

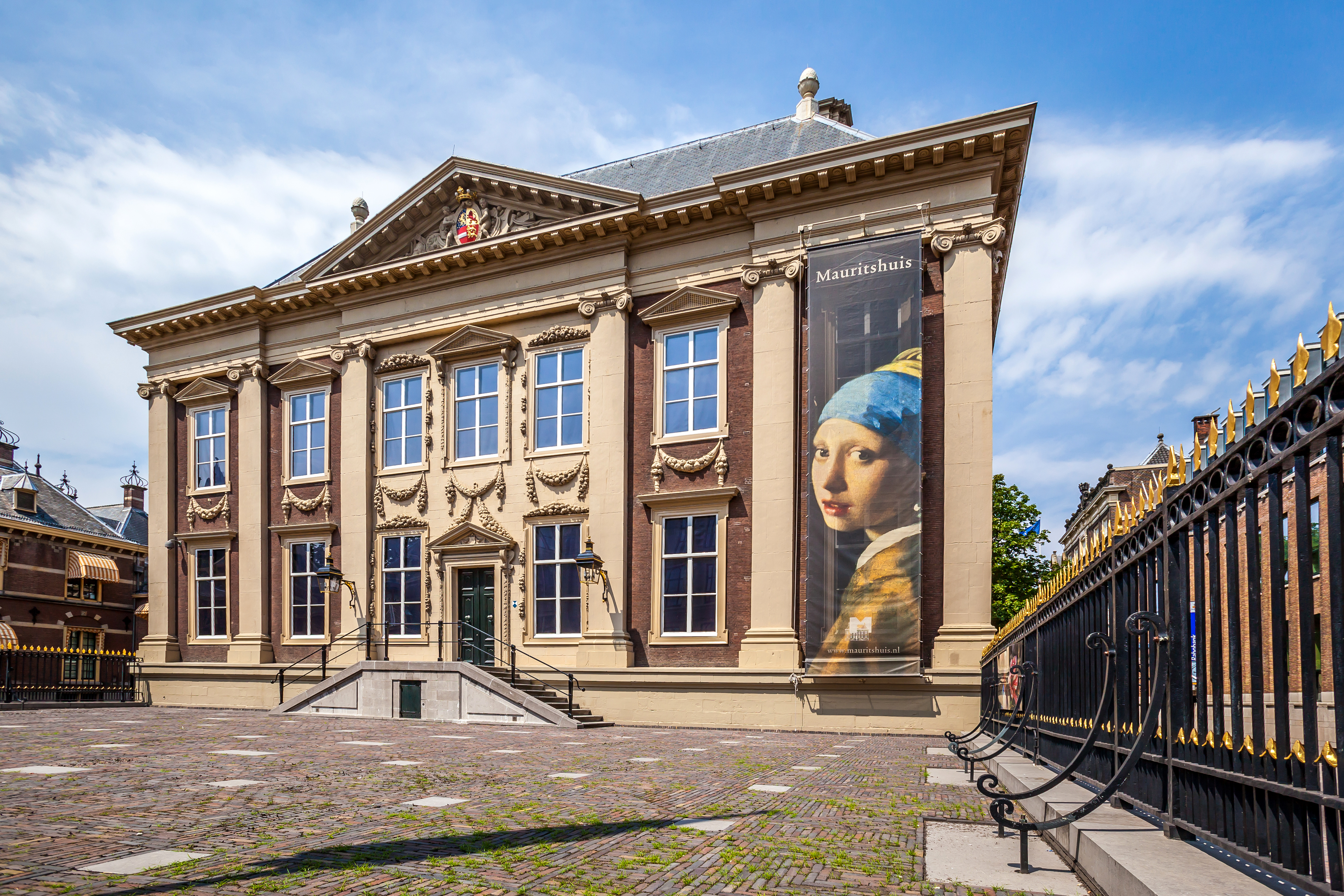
Mauritshuis

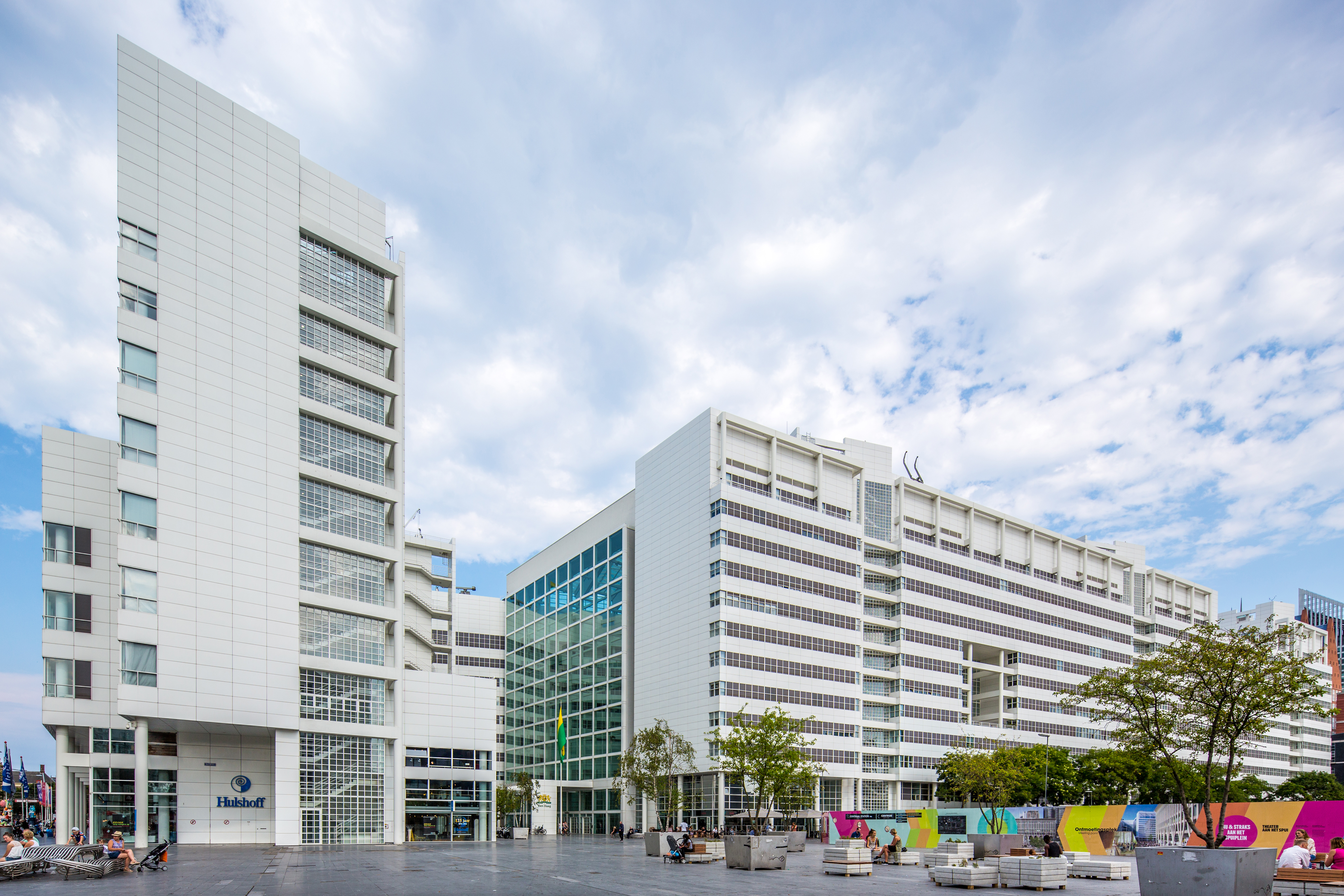
Neues Rathaus (Architekt Richard Meier)

### Gebäude
- Paleis Noordeinde – Amtssitz der Königlichen Familie
- Binnenhof – mittelalterlicher Gebäudekomplex mit Sitz der niederländischen Regierung. Den Mittelpunkt bildet der Rittersaal.
- Friedenspalast (Vredespaleis) – sehenswertes Neorenaissance-Gebäude (1907–1913), Sitz des Internationalen Gerichtshofs und der Haager Akademie für Völkerrecht
- Gevangenpoort – ehemaliges Schlosstor und Gefängnis, heute Foltermuseum
- Oude Stadhuis – Altes Rathaus, erbaut 1561 bis 1565
- Grote Kerk – Stadtkirche aus dem 14. Jahrhundert mit 100 m hohem, sechseckigem Turm
- St. Theresia – katholische, klassizistische Kirche
- Spinozahuis – Wohnhaus des niederländischen Philosophen Baruch Spinoza (1632–1677)
- Kloosterkerk – älteste Kirche der Stadt, um 1400 errichtet, bis 1583 Teil des Dominikanerklosters
- Nieuwe Kerk – Kirche aus dem 17. Jahrhundert, Grabstätte Spinozas und der Gebrüder Cornelius und Johan de Witt
- Catshuis – Amtssitz des Premierministers
- World Forum (früher Nederlands Congres Centrum (NCC))
- Scheveningen – geschichtsträchtiger Seekurort mit historischem Kurhaus
- Haagse Markt – riesiger Markt im Stadtteil Transvaal
- Haagse Passage – die älteste Einkaufspassage der Niederlande
- Aksa-Moschee – ehemalige Synagoge, seit Ende der 1970er Jahre Moschee

### Museen
- Mauritshuis – ehemaliges Wohnhaus von Johan Maurits van Nassau-Siegen, beherbergt heute eine bedeutende Sammlung flämischer und holländischer Malerei mit Werken von u. a. Rembrandt und Jan Vermeer
- Kunstmuseum Den Haag (bis 2019: Gemeentemuseum Den Haag) – vor allem bildende Kunst des 19. und 20. Jahrhunderts; u. a. die größte Sammlung Piet Mondrians weltweit. Daneben stadtgeschichtliche Exponate, kunsthandwerkliche Gegenstände und eine Modegalerie.
- Escher-Museum (im ehemaligen Palais der Königin Emma)
- Rijksmuseum Den Haag – bedeutende Sammlung französischer und niederländischer Gemälde mit Werken von Barbizon, Corot, Rousseau, Delacroix, Maris und Israëls
- Museum Beelden aan Zee in Scheveningen
- Nationales Literaturwissenschaftliches Museum, Letterkundig Museum
- Fotomuseum – wechselnde Ausstellungen mit Werken zeitgenössischer oder verstorbener Fotografen, gelegen neben dem Gemeentemuseum
- Louwman Museum – Nationaal Automobiel Museum – über 230 historische Autos werden in einem modernen Museum (Neubau des amerikanischen Architekten Michael Graves) seit Juli 2010 neu präsentiert (unter anderem James Bond’s Aston Martin, Duesenbergs, Spyker, Rennwagen)
- Museon – populärwissenschaftliches Museum
- Migratie Museum in Den Haag
- Museum für Öffentlichen Nahverkehr

### Sonstiges

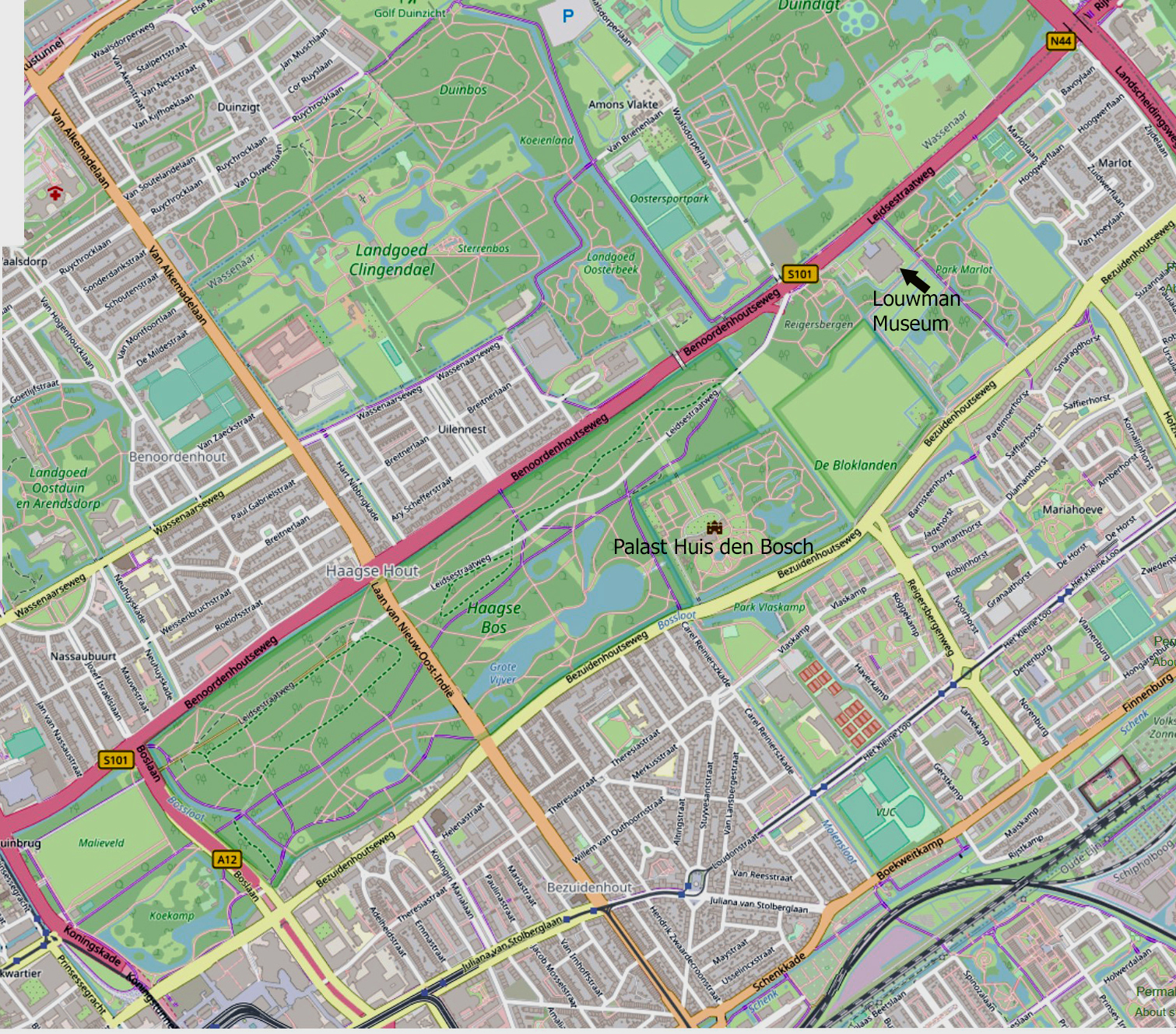
Karte von Haagse Bos

- Haagse Bos – zwei Kilometer lange, prächtige Parkanlage westlich von Huis ten Bosch
- Panorama Mesdag – das von 1881 vom Haager Maler Hendrik Willem Mesdag geschaffene 120 m lange und 18 m hohe Panoramabild vom damaligen Den Haag von der Nordsee aus gesehen. Das Wandbild gilt als das älteste Cyclorama (Rundum-Bild) der Welt, das sich noch am Entstehungsort befindet.
- Madurodam – eine Miniaturstadt
- „Celestial Vault“ (Himmelgewölbe) von James Turrell in Kijkduin
- Tong Tong Fair, indonesisch-niederländisches Kulturfestival

## Verkehr

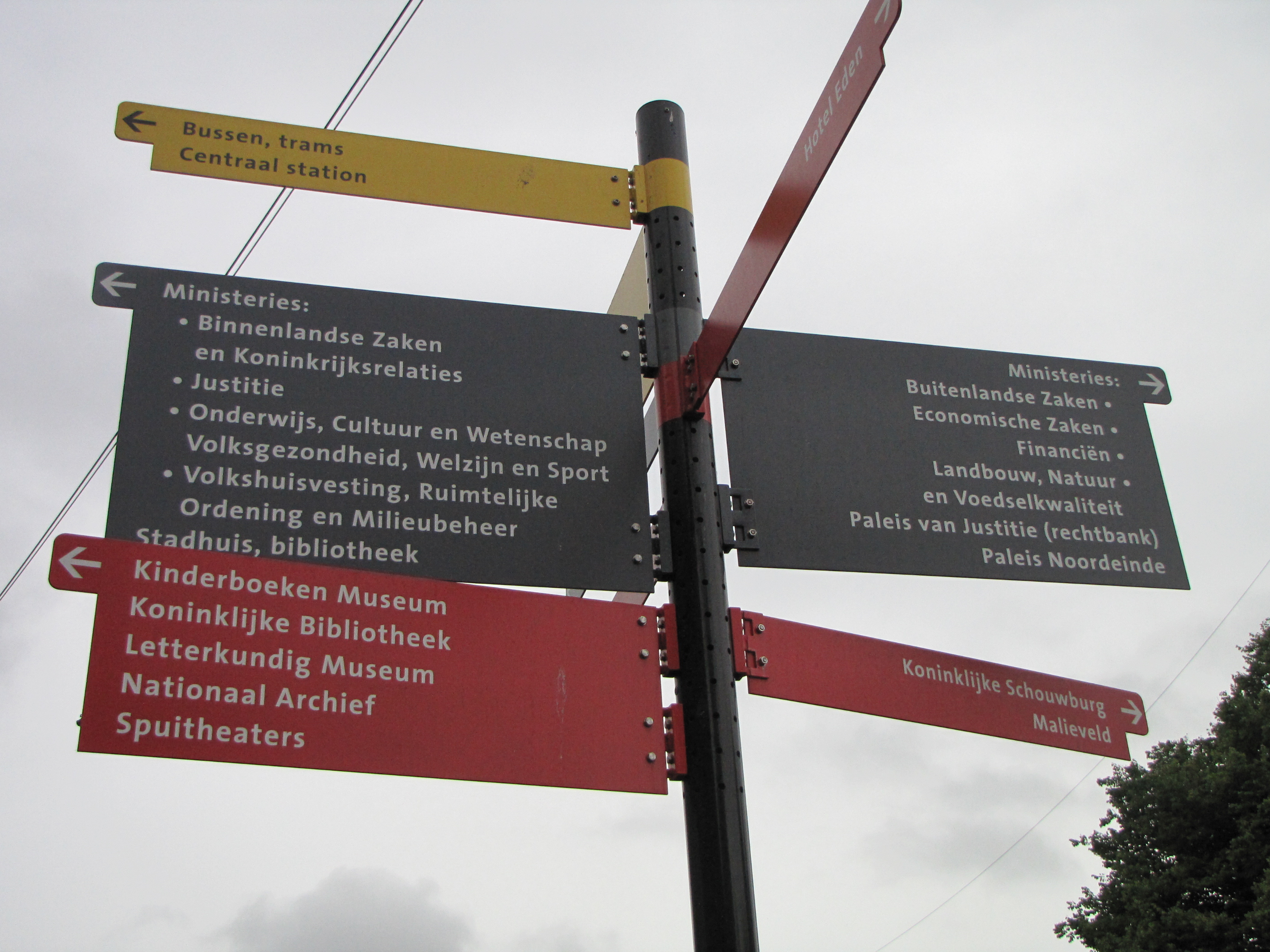
Straßenschild am Hauptbahnhof

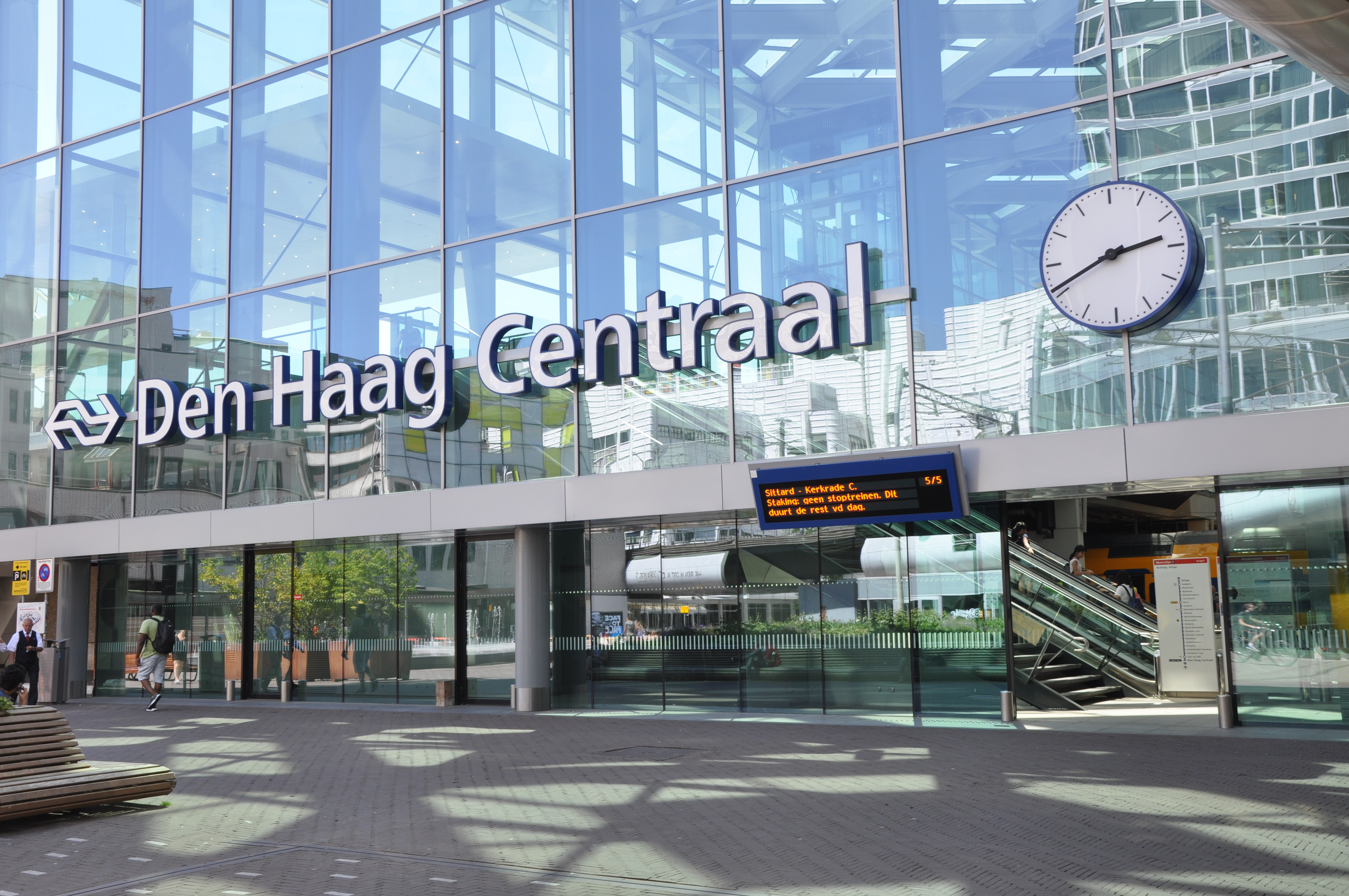
Den Haag Hauptbahnhof

### Straßenverkehr
Den Haag liegt an zwei Autobahnen von europäischer Bedeutung. Die A 12 ist die Fortsetzung der aus Richtung Frankfurt am Main, Köln und dem Ruhrgebiet kommenden deutschen Autobahn A 3. Die A 12 läuft direkt durch das Herz der Stadt. Die A 4 verbindet Amsterdam mit Rotterdam und den belgischen Metropolen Antwerpen und Brüssel und führt von dort weiter nach Paris, Frankreich.
Den Haag liegt an der deutsch-niederländischen Ferienstraße Oranier-Route.

### Eisenbahnverkehr
Die Stadt besitzt zwei große Bahnhöfe: den modernen Kopfbahnhof Den Haag Centraal (Hauptbahnhof) und den Durchgangsbahnhof Hollands Spoor mit sehenswerter historischer Architektur, zum Beispiel dem „Fürstlichen Wartezimmer“.

### Öffentlicher Personenverkehr
In Den Haag eröffnete 1864 die erste Straßenbahn der Niederlande. Heute zählt das Netz der Straßenbahn Den Haag zu den umfangreichsten in Europa. 2004 wurde – nach großen Schwierigkeiten beim Bau – ein neuer Tunnel unter dem Stadtzentrum für die Straßenbahn in Betrieb genommen.
Der öffentliche Nahverkehr wird von der HTM betrieben.

### Flugverkehr
Den Haag verfügt mit dem Flughafen Rotterdam Den Haag über einen internationalen Flughafen, den man sich mit der Nachbarstadt Rotterdam teilt. Der Großflughafen Schiphol bei Amsterdam liegt jedoch nur fünfzig Kilometer entfernt, ist per Zug gut erreichbar und verzeichnet ein weitaus größeres Passagieraufkommen. Darüber hinaus gibt es östlich von Den Haag den Militärflugplatz Valkenburg, der aus Sicherheitsgründen auch für Flüge der Regierung und des Königshauses benutzt wird.

### Schiffsverkehr
Der Stadtteil Scheveningen besitzt einen Seehafen, der hauptsächlich für Fischkutter und Sportboote genutzt wird. Über Kanäle ist die Stadt auch an das eng geknüpfte Netz niederländischer Binnenwasserstraßen angebunden.

## Stadtteile von Den Haag

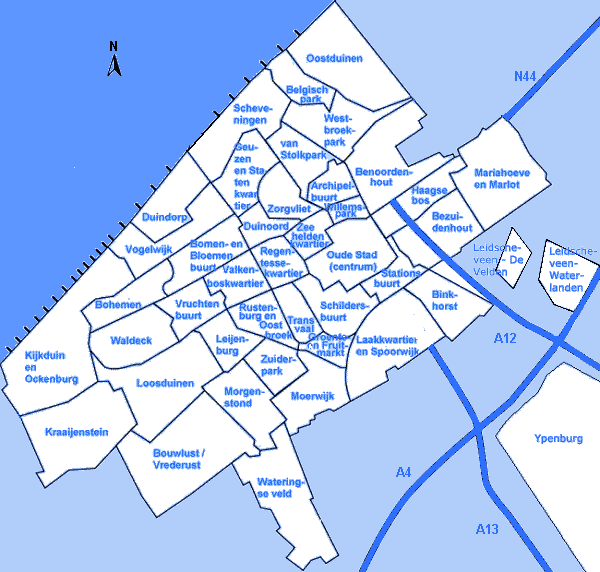
Die Stadtteile (wijken) Den Haags

Den Haag ist in Bezirke (stadsdeel/stadsdelen), Stadtteile (wijk/wijken) und Nachbarschaftsviertel (buurt/buurten) eingeteilt. 1988 wurde die seit 1953 bestehende Einteilung geändert. Seither ist Den Haag in folgende acht Bezirke geteilt:
- Centrum (mehr als 100.000 Einwohner) Unterbezirke: Archipelbuurt, Willembuurt, Schilderswijk, Stationsbuurt, Rivierenbuurt, Transvaal
- Escamp (etwa 113.000) Unterbezirke: Oostbroek, Rustenburg, Leyenburg, Morgenstond, Moerwijk, Wateringse Veld, Bouwlust, De Uithof
- Haagse Hout (42.040) Unterbezirke: Benoordenhout, Bezuidenhout, Marlot, Burgen en Horsten, Landen, Duinzigt, Arendsdorp
- Laak (38.200) Unterbezirke: Spoorwijk, Laakhaven, Molenwijk
- Leidschenveen-Ypenburg (etwa 40.000) Unterbezirke: De Vissen, De Velden, De Lanen, Rietbuurt, De Rivieren, Haagoord, Boswijk, Morgenweide, Gooland
- Loosduinen (47.500)
- Scheveningen (56.000)
- Segbroek (59.000)

Leidschenveen-Ypenburg ist erst seit 2002 ein Teil von Den Haag, als es Teile der Nachbargemeinden Leidschendam, Rijswijk, Nootdorp und Pijnacker übernahm, um dort zwei neue Wohnviertel zu entwickeln. Zugleich wurde ein Teil der Gemeinde Wateringen zum Bau des zum Bezirk Escamp gehörenden
Viertels Wateringseveld (etwa 8000 Wohnungen) eingemeindet.
Jeder Bezirk hat ein eigenes Bezirksamt, das die Abwicklung gemeindlicher und organisatorischer Angelegenheiten, wie Meldewesen, Gemeindesteuern, individuelle Stadtteil-Belange etc. erleichtert.
Industriebezirke:
- Forepark
- Binckhorst
- Uitenhagestraat
- Laakhaven-West
- Fruitweg
- Bedrijvenpark-Ypenburg
- Westvlietweg

## Einwohnerentwicklung ab 1962
| Jahr      | 1962    | 1969    | 1974    | 1979    | 1980    | 1984    | 1985    | 1986    | 1990    | 1993    | 1999    | 2000    | 2003    | 2011     | 2012    | 2019     |
| --------- | ------- | ------- | ------- | ------- | ------- | ------- | ------- | ------- | ------- | ------- | ------- | ------- | ------- | -------- | ------- | -------- |
| Einwohner | 604.560 | 563.600 | 494.700 | 458.200 | 456.886 | 445.213 | 443.456 | 443.961 | 441.506 | 444.661 | 440.743 | 441.094 | 463.841 | 500.000² | 501.048 | 538.057³ |

²: per 1. September; ³: per 31. Januar;
 sonst: Stand der EW-Zahlen jeweils zum 1. Januar